# خوسيه مورا غونسالفيس
خوسيه مورا غونسالفيس هو عالم كيمياء حيوية برازيلي، ولد في 1914، وتوفي في 1995.